# Walker (Fernsehserie)
Walker ist eine US-amerikanische Fernsehserie, die seit 2021 für den US-Sender The CW produziert wird. Sie bildet ein Reboot zu Walker, Texas Ranger, die in den 1990er-Jahren mit großem Erfolg bei CBS lief. Mit Walker: Independence lief im Oktober 2022 eine Prequel-Serie an, die im späten 19. Jahrhundert spielt.
Bis Mai 2023 wurde insgesamt drei Staffeln ausgestrahlt, die vierte hatte am 3. April 2024 Premiere.

## Handlung
Nach elf Monaten kehrt der Texas Ranger Cordell Walker von einem Undercovereinsatz in seine Heimat Austin, Texas, und zu seiner Familie zurück. Seine Frau Emily ist kurz vor seinem Einsatz verstorben. Zu seinen entfremdeten Kindern Stella und August muss er wieder eine Beziehung aufbauen. Cordell beginnt wieder als Texas Ranger zu arbeiten und Verbrechen aufzuklären, wobei er sich dabei zunächst an seine neue Kollegin Micki gewöhnen muss. Nebenbei versucht er die rätselhaften Umstände des Todes seiner Frau zu entschlüsseln.

## Hintergrund
Im Herbst 2019 gaben Rideback, CBS Television Studios und Industry Entertainment bekannt, dass es 2020 auf The CW ein Reboot der Serie Walker, Texas Ranger gibt. Der Cast besteht in den Hauptrollen aus Jared Padalecki als Cordell Walker, Keegan Allen als Liam Walker, Mitch Pileggi, der Bonham Walker spielt, und Lindsey Morgan als Mickie.
Im Februar 2021 gab der Sender fünf weitere Episoden für die erste Staffel in Auftrag, sodass diese auf 18 Episoden kommen wird, und verlängerte sie parallel um eine zweite Staffel. Ende April 2021 wurde bekannt, dass Odette Annable für die zweite Staffel zur Hauptdarstellerin befördert wurde. Ende Oktober 2021 wurde bekannt, dass Morgan aus persönlichen und gesundheitlichen Gründen die Serie in der ersten Hälfte der zweiten Staffel verlassen wird. Ihre Nachfolgerin wurde im Januar 2022 Ashley Reyes, die die neue Rangerin Cassie Perez verkörpert.
Gedreht wird die Serie in Austin, Texas.

## Besetzung und Synchronisation

### Hauptbesetzung
| Rolle                      | Schauspieler    | Hauptrolle | Nebenrolle | Synchronsprecher     |
| -------------------------- | --------------- | ---------- | ---------- | -------------------- |
| Cordell Walker             | Jared Padalecki | 1.01–4.13  |            | Bernd Egger          |
| Micki Ramirez              | Lindsey Morgan  | 1.01–2.06  |            | Christin Quander     |
| Abeline "Abby" Walker      | Molly Hagan     | 1.01–4.13  |            | Andrea Aust          |
| William "Liam" Walker      | Keegan Allen    | 1.01–4.13  |            | Benjamin Stöwe       |
| Stella Walker              | Violet Brinson  | 1.01–4.13  |            | Emily Gilbert        |
| August Walker              | Kale Culley     | 1.01–4.13  |            | Nicolas Rathod       |
| Captain Larry James        | Coby Bell       | 1.01–4.13  |            | Dirk Bublies         |
| Trey Barnett               | Jeff Pierre     | 1.01–4.13  |            | Daniel Welbat        |
| Bonham Walker              | Mitch Pileggi   | 1.01–4.13  |            | Klaus-Dieter Klebsch |
| Geraldine "Geri" Broussard | Odette Annable  | 2.01–4.13  | 1.01–1.18  | Nora Kunzendorf      |
| Cassie Perez               | Ashley Reyes    | 2.10–4.13  |            |                      |

### Nebenbesetzung
| Rolle               | Schauspieler        | Nebenrolle | Synchronsprecher |
| ------------------- | ------------------- | ---------- | ---------------- |
| Emily Walker        | Genevieve Padalecki | 1.01–4.13  |                  |
| Stan Morrison       | Jeffrey Nordling    | 1.01–4.13  |                  |
| Bret                | Alex Landi          | 1.02–4.13  |                  |
| Hoyt Rawlins        | Matt Barr           | 1.03–1.13  | Robert Glatzeder |
| Trevor Strand       | Gavin Casalegno     | 1.04–1.13  | Lucas Wecker     |
| Clint West          | Austin Nichols      | 1.05–1.13  |                  |
| Dr. Adriana Ramirez | Alex Meneses        | 1.06–1.07  | Iris Artajo      |
| Dan Miller          | Dave Annable        | 2.01–4.13  |                  |
| Denise Davidson     | Tamara Feldman      | 2.01–4.13  |                  |
| Colton Davidson     | Jalen Thomas Brooks | 2.01–4.13  |                  |
| Gale Davidson       | Paula Marshall      | 2.01–4.13  |                  |

## Prequel-Serie
Im Dezember 2021 wurde bekannt, dass an einem Prequel mit dem Titel Walker: Independence gearbeitet wird. In dem Spin-off, welches im 19. Jahrhundert angesiedelt ist, geht es um Abby Walker, die den Tod ihres Mannes rächen will und dabei auf Hoyt Rawlins trifft. Die Hauptrolle der Abby Walker wird von Katherine McNamara verkörpert, während Matt Barr erneut die Rolle des Hoyt Rawlins spielt. Weitere Hauptrollen haben Justin Johnson Cortez, Greg Hovanessian, Lawrence Kao und Katie Findlay inne. Produziert wird die Pilotfolge von Jared Padalecki. Die erste Folge wurde am 6. Oktober 2022 ausgestrahlt. Die Einstellung nach den ersten 13 Episoden erfolgte im Mai 2023.

## Rezeption
Christian Schäfer von Serienjunkies.de schreibt: „Der Pilot schafft in der wenigen Zeit recht viel, stellt die Walker-Familie in den Fokus, hat aber mit einigen Punkten zu kämpfen.“ Lena Donth von myFanbase schreibt: „Die anderen Figuren müssen im weiteren Verlauf noch mehr Luft zum Atmen bekommen, aber das wird gewiss erfolgen.“